# Wapen van Servië

Wapen van Servië (klein)

Wapen van Servië (groot)

Het huidige wapen van Servië (Servisch: Грб Републике Србије, Grb Repoeblike Serbije) werd aangenomen op 17 augustus 2004. Het is hetzelfde wapen als ten tijde van het Huis Obrenović (aangenomen in 1882) en toont een witte tweekoppige adelaar op een rood schild onder een kroon. In het grote wapen staan het kroon en het schild in een hermelijnen mantel onder een kroon. Het kleine wapen staat op de vlag van Servië.
De officiële status van het wapen was tot het najaar van 2006 niet helemaal zeker, aangezien de invoering ervan niet met de vereiste grondwetswijziging gepaard ging. De regering baseerde de invoering op een nationale consensus dat de socialistische symbolen verouderd zijn en passeerde daarmee de grondwet. Op 28 en 29 oktober 2006 werd per referendum een nieuwe grondwet aangenomen door de inwoners van Servië; in deze grondwet is het wapen opgenomen.

## Symboliek
De witte tweekoppige adelaar is afkomstig van het wapen van het Huis Nemanjić, dat het op zijn beurt ontleende aan de Palaiologosdynastie van het Byzantijnse Rijk. De adelaar, die staat afgebeeld tussen twee fleurs-de-lys, draagt een rood schild met daarop een wit kruis en vier očila's (Servisch kruis).
Očila's zijn stalen voorwerpen waarin bij religieuze gebeurtenissen vuur wordt gedragen. Daarnaast worden ze vaak als vier letters C gezien, staande voor: Само Слогу Србина спасава, Samo Sloga Srbina Spasava ("Alleen Eenheid Redt de Serviërs"/"Door de Eenheid van de Servische Geesten") of "Sint Sava - Servisch(e) Patroon(heilige)" (Servisch: Свети Сава - Српска Слава, - Sveti Sava - Srpska Slava). Dit gebruik was er ook bij de Byzantijnen: zij gebruikten vanaf de vierde eeuw een witte vlag met daarop een blauw kruis met in elk kwartier een blauwe letter B. Deze vier B's stonden voor het Griekse: Βασιλεύς Βασιλέων Βασιλεύων Βασιλευόντων, Basileus Basileōn Basileuōn Basileuontōn ("Koning der Koningen Regerend over hen die Regeren"), het motto van het keizerrijk.
Hoewel Servië tegenwoordig een republiek is, toont het wapen de kroon van de voormalige Servische monarchie. Wanneer een kroon op deze wijze wordt getoond, duidt dat meestal op een monarchistische regeringsvorm, in tegenstelling tot het gebruik van een muurkroon. Sinds enige tijd gebruiken sommige Midden- en Oost-Europese landen echter vorstelijke kronen in hun symboliek, om zo hun koninklijke erfenis te tonen.

## Ontwerp
De exacte kleuren van het wapen zijn:
| Kleur | Pantone | CMYK       |
| ----- | ------- | ---------- |
| Rood  | 193C    | 0-90-70-10 |
| Blauw | 287C    | 100-55-0-0 |
| Geel  | 116C    | 0-10-95-0  |
| Wit   |         | 0-0-0-0    |

## Socialistisch wapen

Wapen van Servië, 1945-1991

Na afloop van de Tweede Wereldoorlog werd een Servische Socialistische Republiek opgericht als deelstaat van Joegoslavië. Servië ging toen een wapen in communistische stijl gebruiken.
Het graan aan de zijkanten staat voor de landbouw, het tandwiel voor de arbeiders. De rode ster staat voor het communisme, de zonnestralen voor de komst van een nieuwe tijd. De jaartallen 1804 en 1941 staan voor het begin van de Eerste Servische Opstand en het begin van de strijd tegen de Nazi-bezetting.
Het schild bovenaan is het traditionele Servische schild, zoals dat ook in de huidige vlag te vinden is. Het kruis ontbreekt evenwel in de versie van het communistische Servië, omdat de communistische machthebbers een seculiere staat wilden.